# Chopin (vodka)
Chopin vodka El vodka es producido por la empresa Podlaska Wytwórnia Wódek Polmos, con sede en Siedlce. Para cada botella de Chopin se utilizan aproximadamente 4 kilos de patatas.
El vodka recibe su nombre del famoso compositor polaco de música romántica Frédéric Chopin.